# Alien Factor 2: The Alien Rampage
Alien Factor 2: The Alien Rampage è un  film del 2001, diretto da Don Dohler. È una storia di ambientazione fantascientifica.
Malgrado il titolo, il film risulta non essere un vero sequel della precedente pellicola, The Alien Factor; entrambi i film sono diretti dallo stesso Dohler.

## Trama
Dopo uno scontro fra l'FBI ed un essere alieno in fuga, un cyborg viene attivato dall'astronave dove il fuggitivo voleva trovare rifugio. Quasi a cercare vendetta attiverà un'arma altamente distruttiva che potrà nuocere all'intero pianeta.

## Riconoscimenti
Nel 2001 ha vinto il Best Independent Feature Award al Festival of Fantastic Films (UK).